# Cerkiew św. Onufrego w Białej Podlaskiej
Cerkiew św. Onufrego – unicka, a następnie prawosławna cerkiew w Białej Podlaskiej, wzniesiona w 1826 i zniszczona podczas akcji polonizacyjno-rewindykacyjnej 1938 roku.
Cerkiew została zbudowana na nowo otwartym cmentarzu unickim w Białej Podlaskiej. Część funduszy na jej budowę przekazała Stefania Radziwiłłówna, zaś autorem projektu budynku był Stefan Koźmiński. W 1875, wskutek likwidacji unickiej diecezji chełmskiej, budowla przeszła na własność Rosyjskiego Kościoła Prawosławnego. W pierwszych latach istnienia niepodległej Polski obiekt sakralny był nieczynny. Po licznych prośbach wiernych, którzy po 1918 nie posiadali w Białej Podlaskiej żadnej świątyni, prawosławni uzyskali prawo do korzystania z części cmentarza razem z położoną na nim cerkwią. Mogła ona pomieścić równocześnie ok. 70 wiernych, podczas gdy liczbę parafian szacowano na dwa tysiące. W 1929 budynek został rozbudowany według projektu Władysława Wołłodki. Dziewięć lat później cerkiew św. Onufrego została zniszczona w ramach akcji polonizacyjno-rewindykacyjnej. Na jej miejscu w 1956 ustawiono drewnianą cerkiew znajdującą się pierwotnie w Cycowie (według innego źródła – w Pniównie). Obiekt ten znajdował się w Białej Podlaskiej do 1993, gdy został przeniesiony do Dobratycz w związku z oddaniem do użytku nowej murowanej cerkwi parafialnej, usytuowanej na wschód od miejsca, gdzie były położone wcześniejsze świątynie. Miejsce po tych cerkwiach upamiętnia krzyż.
Niektóre elementy wyposażenia zniszczonej świątyni znajdowały się w cerkwi św. Michała Archanioła w Nosowie, a do Białej Podlaskiej zostały przeniesione powtórnie po wzniesieniu cerkwi Świętych Cyryla i Metodego.